# Idaea circuitaria
Idaea circuitaria là một loài bướm đêm trong họ Geometridae.